# Farman-Nunatak
Der Farman-Nunatak ist ein 655 m hoher Nunatak an der Danco-Küste des Grahamlands auf der Antarktischen Halbinsel. Er ragt westlich des Mount Morton inmitten des Blériot-Gletschers auf.
Luftaufnahmen, die bei der Falkland Islands and Dependencies Aerial Survey Expedition (1956–1957) entstanden, dienten dem Falkland Islands Dependencies Survey der Kartierung. Das UK Antarctic Place-Names Committee benannte den Nunatak im Jahr 1960 nach dem französischen Luftfahrt- und Automobilpionier Henri Farman (1874–1958), der im März 1908 vorgeblich den weltweit ersten Passagier in einem Flugzeug befördert hatte.